# Problématérkép
A problématérkép a döntéshozatalt, probléma megoldását segítő olyan dokumentum, amelyben bemutathatók a helyzetértékelésen alapuló egyes konkrét kihívások. A problématérkép megalapozza a megfelelő célrendszer kialakítását, mint a stratégiai koncepció részét.
A probléma szó jelentése itt nem "baj", hanem kérdésfeltevések kiindulási alapja. Problémát felvetni csak az elképzelt ideális állapot meghatározása illetve megfogalmazása után érdemes, szubjektív értékelésen keresztül pozitív és negatív szempontok felállításával.